# 静岡県道・山梨県道10号富士川身延線
静岡県道・山梨県道10号富士川身延線（しずおかけんどう・やまなしけんどう10ごう ふじかわみのぶせん）は、静岡県富士市から山梨県南巨摩郡身延町に至る主要地方道（静岡県道・山梨県道）である。

## 概要
路線名称にある「富士川」は静岡県内にかつて存在した富士川町を指し、山梨県にある富士川町のことではない。
起点から南巨摩郡南部町万沢までは身延路（駿州往還）の岩渕ルートを踏襲し、万栄橋で富士川を左岸に渡り、終点までは身延線に沿って北上する。

### 路線データ
- 起点 : 静岡県富士市岩淵（富士川橋西交差点、静岡県道396号富士由比線交点）
- 終点 : 山梨県南巨摩郡身延町角打下上行（身延橋東詰交差点、山梨県道9号市川三郷身延線交点）
- 自動車専用道路区間 : 山梨県南巨摩郡身延町和田字平林576番184地先 - 山梨県南巨摩郡身延町和田字平林576番143地先（中部横断道身延山IC）

## 歴史
- 1976年（昭和51年）4月1日 - 建設省（現・国土交通省）が主要地方道に指定。
- 1977年（昭和52年） - 静岡県と山梨県が路線認定（整理番号は静岡県側は10、山梨県側は19）。
- 1993年（平成5年）5月11日 - 建設省から、主要県道富士川身延線が富士川身延線として主要地方道に再指定される[1]。
- 1994年（平成6年）4月1日 - 山梨県が整理番号を19から10へ変更。

## 路線状況

### 重複区間
- 静岡県道75号清水富士宮線（静岡県富士宮市長貫 - 富士宮市川合）
- 国道469号（山梨県南巨摩郡南部町万沢 - 南巨摩郡南部町十島）
- 山梨県道806号井出停車場線（山梨県南巨摩郡南部町井出・井出駅前 - 富栄橋東交差点）

### 道路施設

#### 橋梁
- 富原橋
- 新内房橋
- 万栄橋（国道469号との重複区間）

#### トンネル
- 城山トンネル

#### 道の駅
- 静岡県
  - 富士川楽座（富士市）

### 通行規制
山梨県内では異常気象時における道路等通行規制区間を4箇所有する。
- 山梨県南巨摩郡南部町万沢 - 同町万沢字大沢の1.2 km区間（時間雨量20 mm以上または連続雨量100 mm以上）
- 山梨県南巨摩郡南部町十島字城山 - 同町井出（富栄橋）の3.3 km区間（時間雨量25 mm以上または連続雨量120 mm以上）
- 山梨県南巨摩郡南部町井出（富栄橋） - 同町内船字寄畑の1.1 km区間（時間雨量25 mm以上または連続雨量150 mm以上）
- 山梨県南巨摩郡身延町馬込地内 - 同町小内船地内の2.2 km区間（時間雨量25 mm以上または連続雨量150 mm以上）

## 地理

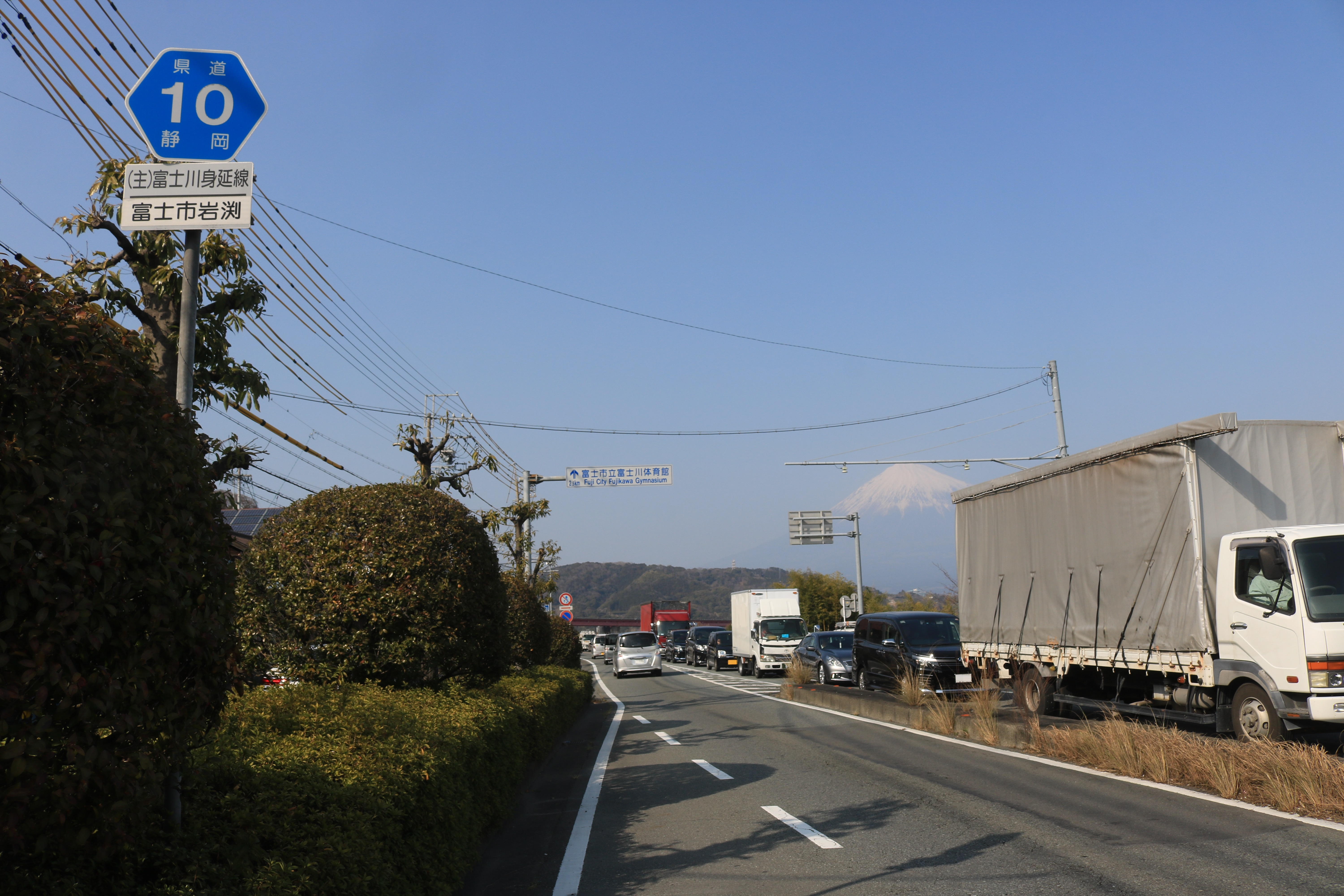
静岡県道・山梨県道10号富士川身延線の起点付近、富士市岩淵

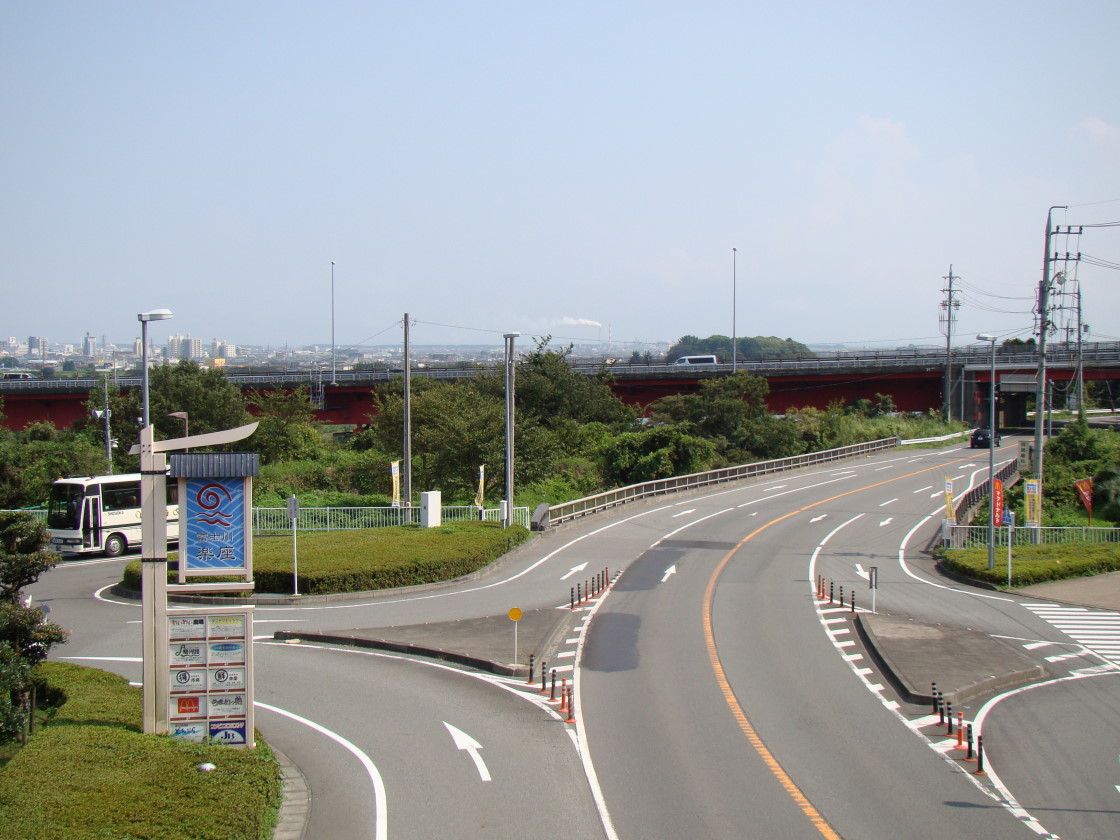
道の駅富士川楽座付近（2008年9月）

### 通過する自治体
- 静岡県
  - 富士市
  - 富士宮市
- 山梨県
  - 南巨摩郡南部町
  - 南巨摩郡身延町

### 交差する道路
- 静岡県道396号富士由比線（富士市岩淵・富士川橋西交差点、起点）
- E1 東名高速道路 9-1 富士川SIC
- 静岡県道76号富士富士宮由比線（富士市北松野・蓬莱橋交差点）
- 静岡県道25号富士宮芝川線（富士宮市羽鮒・朏島交差点）
- 静岡県道25号富士宮芝川線（富士宮市羽鮒・島踏切交差点）
- 静岡県道75号清水富士宮線（富士宮市長貫）
- 静岡県道75号清水富士宮線（富士宮市川合）
- 静岡県道398号上稲子長貫線（富士宮市長貫・新内房橋交差点）
- 静岡県道190号塩出尾崎線（富士宮市内房・尾崎北交差点）
- 山梨県道811号日向宿線（南巨摩郡南部町万沢）
- 国道52号・国道469号（南巨摩郡南部町万沢）
- 国道469号（南巨摩郡南部町十島）
- 山梨県道806号井出停車場線（南巨摩郡南部町井出・富栄橋東交差点）
- 山梨県道803号内船停車場線（南巨摩郡南部町内船・南部橋東詰交差点）
- E52 中部横断自動車道（南巨摩郡身延町和田・2-2　身延山インターチェンジ）
- 山梨県道9号市川三郷身延線（南巨摩郡身延町角打・身延橋東詰交差点、終点）